# Tab Candy
Tab Candy是Mozilla Labs所發表的一項實驗性功能，正式名稱為Panorama。後期成為Firefox 4的正式功能。
Panorama的含義為全景、全貌，最初取名為Überview，由Mozilla介面工程師阿薩·拉斯金提出，但因過於饒舌而取消。這項概念一部份則衍生於2009年舉辦的「The Home Tab」設計挑戰賽，將參賽者創意落實在該專案中。
拉斯金表示，很多瀏覽器使用者喜歡先打開多個分頁然後逐一瀏覽，但是這種使用模式存在很大的制約性。Panorama每一個縮圖代表一個分頁，這些縮圖置於方框裡，每個框都各自形成一個群組，每個群組的分頁互相隔離不受影響，也可任意命名和搬移，並且能隨心所欲地在各分頁之間作快速切換。

## 外部連結
- What is Tab Candy? （页面存档备份，存于）
- Tab Candy: Making Firefox Tabs Sweet